# Wizadora
Wizadora war eine Sendung des Kinderfernsehens von Meridian Broadcasting, die im Vereinigten Königreich von 1993 bis 1998 auf ITV ausgestrahlt wurde. Sie wurde jedoch zunächst von der Oxford University Press im Jahr 1991 als Sprachlernwerkzeug für Kinder, die die englische Sprache lernen sollten, verwendet. Die Fernsehserie wurde von Don Arioli und Carolyne Cullum entwickelt. In ihr wirkte zunächst Wendy van der Plank und dann ab 1996 Lizzie Mcphee als Wizadora mit, eine Hexe in Ausbildung. Sie versucht immer, Probleme mit Magie zu lösen. Alle Folgen fanden in oder um Wizadoras Haus herum statt.

## Figuren
Wizadoras Bekannte sind
- Tatty Bogle – ein geistig zurückgebliebene Vogelscheuche die in Wizadoras Vorgarten lebt und ständig Wörter verwechselt. Sie wird von Joe Greco (1993–1994) und Steven Ryde (1995–1998) gespielt.
- Stan the Shopkeeper, der regelmäßig neue magische Katalogartikel liefert, und von Brian Murphy dargestellt wird.
- Pippa the Postwoman (die Postbotin), die von Tessa Hatts verkörpert wird.
- Top/Sticky/Bottom – drei sprechende Schubladen
- Phoebe – ein sprechendes Telefon
- Philbert – eine sprechendes Gemüsen und ebenfalls Zauberer in Ausbildung. Philbert gärtnert regelmäßig. Philbert hatte eine Halbbruder mit dem Namen Tarquin.
- Dog Doormat – eine bellende Türmatte
- Hangle – ein purpurner Kleiderbügel, der darauf besteht, sich selbst cloak hanger (Umhangbügel) zu nennen,  mit einem gelben Regenmantel, Brille und einem purpurnen Schnurrbart, hat einen kruden Sinn für Humor.
- Very Old Fish – ein kryptisch redender Fisch
- Poot – Wizadoras Computer
- Nigel the Snail (Nigel die Schnecke) – Der Freund von Very Old Fish
- The Crows – Zwei Krähen, die Panik bei Tatty Bogle im Garten verursachen
- Roxy – eine ziemlich freundlich sprechende Spinne
- Dusty – Eine Kreatur, die unter dem Kühlschrank lebt. Er hat eine sehr laute opernhafte Stimme und schläft für gewöhnlich.
- Katie und Tom sind zwei normale englische Kinder.[3]

Die Puppenspieler Phil Eason, Francis Wright, Michael Bayliss, Sue Dacre, Don Austen, Brian Herring, Neil Sterenberg, Debbie Cumming, und Sheila Clark arbeiteten für die Fernsehserie.

## Entstehung
Die Serie wurde für Meridian Broadcasting durch die Produktionsunternehmen Workhouse und North Pole Productions in den The Fountain Studios in New Malden hergestellt. David Crozier führte die Regie. Die Titelmusik wurde von Dave Hutton komponiert, der für die ersten vier Staffeln auch der leitende Kameramann war. Das Titel wurde in den Gordon Thrussell's-Studios in Ashford in Kent aufgenommen und führt in den Credits Show music von „Hutt and Thrust“ auf. Dies geschah weil der Regisseur David Crozier keine zwei verschiedene Credits dort haben wollte (z. B..: leitender Kameramann und Titelmusik). Die Kameraleute waren Roger Backhouse und Angus McMillan sowie manchmal Steve Leach. Die Bildmischerin war Julie Miller. Wizadora war auf dem Living’s Morning Children’s Sendeplatz „Tiny Living“ zu sehen, bis Tiny Living von Living2 ersetzt wurde.
Jill Golick schrieb einige Episoden.
Der zweite Schauspieler, der Tatty Bogle spielte, Steven Ryde, wurde zur selben Zeit der Voice-over-Fernsehansager zwischen den Sendungen für CITV.

## Veröffentlichung
| Staffel | Folgen | Dauer | Premiere     | Finale        |
| ------- | ------ | ----- | ------------ | ------------- |
| 1       | 18     | 15 m  | 5. Jan. 1993 | 4. Mai 1993   |
| 2       | 30     | 9 m   | 4. Sep. 1993 | 15. Dez. 1993 |
| 3       | 30     | 9 m   | 7. Sep. 1994 | 15. Dez. 1994 |
| 4       | 32     | 9 m   | Sep. 1995    | 13. Dez. 1995 |
| 5       | 30     | 9 m   | 5. Sep. 1996 | 17. Dez. 1996 |
| 6       | 32     | 9 m   | 7. Jan. 1997 |               |
| 7       | 32     | 9 m   | Herbst 1997  | Anfang 1998   |

Die Sendung lief sieben Staffeln. Die erste Episode, The Magic Parcel, wurde am 5. Januar 1993 ausgestrahlt, und die letzte Anfang des Jahres 1998. In den dritten Programmen des deutschen Fernsehen wurden im Rahmen der Sendereihe Planet Schule acht Folgen der 1. Staffel (Phoebe Calling, A Red Banana, Happy Birthday, The Magic Cloak, Can You Fly?, Where’s Katie?, The Picnic und Hangle is Lost) ausgestrahlt, die sich an englischlernende Schüler im 1. und 2. Lernjahr richten sollen.
Die Sendung wurde auf DVD bei Oxford University Press veröffentlicht. Einige VHS-Kassetten wurden Mitte der 1990er herausgebracht.